# Kambingan (Cerme)
Kambingan is een bestuurslaag in het regentschap Gresik van de provincie Oost-Java, Indonesië. Kambingan telt 2167 inwoners (volkstelling 2010).